# The Walking Dead: The Ones Who Live
A The Walking Dead: The Ones Who Live 2024-es amerikai posztapokaliptikus horror drámasorozat, amelyet Scott M. Gimple, Andrew Lincoln és Danai Gurira alkotott. Az eredeti The Walking Dead sorozat befejezése után játszódik, Andrew Lincoln, Danai Gurira és Pollyanna McIntosh főszereplésével. A hatodik spin-off és összességében a hetedik televíziós sorozat a The Walking Dead franchise- ban.
Amerikában 2024. február 25-én, Magyarország 2024. február 26-án mutatta be az AMC.

## Ismertető
Egy szerelmi történet két emberről, akiket egy megállíthatatlan erő tart távol egymástól, és akik megpróbálnak egymásra találni.

## Szereplők

### Főszereplők
| Színész            | Szereplő            | Magyar hang   |
| ------------------ | ------------------- | ------------- |
| Andrew Lincoln     | Rick Grimes         | Rajkai Zoltán |
| Danai Gurira       | Michonne            | Pálmai Anna   |
| Pollyanna McIntosh | Jadis Stokes / Anne |               |

### Mellékszereplők
| Színész           | Szereplő                 | Magyar hang     |
| ----------------- | ------------------------ | --------------- |
| Terry O’Quinn     | Johnathan Beale tábornok | Varga T. József |
| Lesley-Ann Brandt | Pearl Thorne             | Nagy Katica     |
| Craig Tate        | Donald Okafor            | Ágoston Péter   |
| Frankie Quiñones  | Esteban Garcia           | Elek Ferenc     |

### Magyar változat
- Főcím: Balda Balázs
- Magyar szöveg: Szekeres Viktor
- Hangmérnök és vágó: Schmidt Zoltán
- Gyártásvezető: Vigvári Ágnes
- Szinkronrendező: Zentai Mária
- Produkciós vezető: Witzenleiter Kitti

A szinkront a Direct Dub Studios készítette el.

## Epizódok
| Sor. | Év. | Cím                      | Rendező               | Író                                                                                   | Premier                             | Nézettség   |
| ---- | --- | ------------------------ | --------------------- | ------------------------------------------------------------------------------------- | ----------------------------------- | ----------- |
| 1.   | 1.  | Évek (Years)             | Bert és Bertie        | Történet: Scott M. Gimple, Danai Gurira és Andrew Lincoln Tévéjáték : Scott M. Gimple | 2024. február 25. 2024. február 26. | 0,90 millió |
| 2.   | 2.  | Múló (Gone)              | Bert és Bertie        | Nana Nkweti és Channing Powell                                                        | 2024. március 3. 2024. március 4.   | 0,88 millió |
| 3.   | 3.  | Viszlát (Bye)            | Michael Slovis        | Gabriel Llanas és Matthew Negrete                                                     | 2024. március 10. 2024. március 11. | 0,91 millió |
| 4.   | 4.  | Amit mi (What We)        | Michael Slovis        | Danai Gurira                                                                          | 2024. március 17. 2024. március 18. | 0,88 millió |
| 5.   | 5.  | Válik (Become)           | Michael E. Satrazemis | Gabriel Llanas és Matthew Negrete                                                     | 2024. március 24. 2024. március 25. | 0,81 millió |
| 6.   | 6.  | Utoljára (The Last Time) | Michael E. Satrazemis | Scott M. Gimple & Channing Powell                                                     | 2024. március 31. 2024. április 1.  | 0,85 millió |

## A sorozat készítése

### Fejlesztés
2018-ban, miután Andrew Lincoln kilépett a The Walking Dead fő sorozatából, majd bejelentették, hogy egy olyan trilógiában fog szerepelni, amely Rick Grimes-ra összpontosít. Scott M. Gimple volt a forgatókönyvek írója, a gyártás várhatóan 2019-ben kezdődik 
2019-ben bemutattak egy előzetest, amely megerősítette, hogy a trilógiát a Universal Pictures a mozikban fogja bemutatni.
2022 júliusában Scott M. Gimple, Andrew Lincoln és Danai Gurira bejelentette a San Diego Comic-Con-on, hogy a trilógiát egy 6 részes televíziós minisorozattá alakítják át. Eredetileg The Walking Dead: Rick és Michonne volt a címe, majd 2023 júliusában a The Walking Dead: The Ones Who Live címet kapta 

### Írás
A sorozatot Gimple, Gurira és Lincoln készítette. A sorozatot a The Walking Dead "Nyugodj békében" című sorozatzárója indította el, amelyben Rick és Michonne visszatért.

### Forgatás
A forgatás 2023. február 15-én kezdődött, és 2023. május 29-én, New Jersey-ben  fejeződött be Summit munkacímmel.

## Premier
A sorozat premierje 2024. február 25-én volt AMC-n és az AMC+-on. 
Magyarországon 2024. február 26-án mutatta be a magyar AMC.